# 北条則明
北条 則明（ほうじょう のりあき、1950年3月19日 - ）は日本映画のCGデザイナー。東京都出身。

## 経歴
20代で日本と香港でフィルム合成業務に携わる。1982年にシネボーイを立ち上げる。1989年の『ゴジラvsビオランテ』までオプチカル合成のオペレーターを務めた。その後はデジタル作業を主としている。

## 映画
| 公開年 | 公開年   | 作品名                      | 製作（配給） | 担当                         |
| ------ | -------- | --------------------------- | --- | ---------------------------- |
| 1984年 | 12月15日 | ゴジラ                      | 東宝映画 （東宝） | 視覚作画                     |
| 1984年 | 12月28日 | 男はつらいよ 寅次郎真実一路 | 松竹 | 合成                         |
| 1987年 | 9月26日  | 竹取物語                    | フジテレビ 東宝映画 （東宝） | 光学作画                     |
| 1989年 | 12月16日 | ゴジラvsビオランテ          | 東宝映画 （東宝） | オプチカルエフェクト         |
| 1994年 | 12月10日 | ゴジラvsスペースゴジラ      | 東宝映画 （東宝） | CGディレクター               |
| 1995年 | 12月9日  | ゴジラvsデストロイア        | 東宝映画 （東宝） | CGスーパーパイザー           |
| 1996年 | 12月14日 | モスラ                      | 東宝映画 （東宝） | CGスーパーパイザー           |
| 1997年 | 12月13日 | モスラ2 海底の大決戦        | 東宝映画 （東宝） | CGプロデューサー             |
| 1998年 | 12月12日 | モスラ3 キングギドラ来襲    | 東宝映画 （東宝） | デジタルスーパーパイザー     |
| 1999年 | 12月11日 | ゴジラ2000 ミレニアム       | 東宝映画 （東宝） | CGスーパーパイザー           |
| 2007年 | 6月16日  | 舞妓Haaaan!!!               | 日テレ ytv 札幌テレビ 宮城テレビ 静岡第一テレビ 中京テレビ 広島テレビ 福岡放送 S・D・P VAP 読売新聞 大人計画 ビーワイルド （東宝） | プロダクションプロデューサー |

## 著書
- 西川タイジ、中野昭慶、桜井景一、宮西武史、小川利弘 、若狭新一、藤下忠男、杉村克之、市村昭弘、諏訪操旺、松尾和之、形英正、髙澤公明、北條則明『トーク・アバウト・シネマ—「特撮・CG・VFX」から語る映像表現と仕事論』発行：シネボーイ/PAPER PAPER　発売：フィルムアート社、2017年4月1日。ISBN 4845916347。